# Назва Вірменії
Назва Вірменії має більш ніж 25-сторічну історію. Національна назва — «Хайастан» (вірм. Հայաստան [Hɑjɑsˈtɑn], досл. «країна народу хай»). Ендонім вірмен та їхньої країни.

## Етимологія
У процесі етногенезу вірменського народу найважливішу роль зіграли два основні племінні союзи: на південному заході Вірменського нагір'я — Арме-Шубрія (XII—VII ст. до н. е.), на північному заході — Хайаса-Ацці (середина II тис. до н. е.).
Самоназва вірмен haй та їхньої країни hАйк або hАйастан походить від назви народів, що населяли Хайасу-Ацці. Щодо виникнення терміна «Арменія», провідні фахівці з етнографії вірменського народу пов'язують його з «індоєвропейськими протовірменськими племенами», що населяли Арме-Шубрію. Ці племена в ассирійских джерелах називалися однаково, тобто народ називали так само, як і їхню країну - Уруме. В свою чергу урарти, які часто воювали з цим народом, називали його урме. В ассирійских клинописах, як і в урартських, ця назва звучала як Орме чи Арме, так як початковий знак передавався через -о-, а назви «Орме» та «Арме» - чергувалися.
Сучасною українською офіційною назвою країни є «Вірменія». Дана назва містить протезу «В» і неятевий ікавізм і походить від дав.-рус. "Орменія", і стар.-укр. "Орменія". Обидві назви походять від грецького Αρμενία. Зміна початкового голосного «А» на «О» сталась через неможливість існування звуку «А» на початку слова в давньоруській мові.

## Найраніші згадки
Найраніша згадка екзоніму «Арменія» датується VI сторіччям до н. е. У Бегістунському написі, перський цар Дарій I трьома мовами означає державу Урарту: топонімом «Арміна» (давньоперська мова) та «Армінуя» (еламська мова). У давньогрецькій мові слово «арменоі» (Αρμένιοι) з'явилось майже у той самий час. Це слово використовував Гекатей Мілетський близько 476 р. до н. е. Геродот писав: «Вірмени були споряджені як фригійці, будучи фригійськими поселенцями». Ксенофонт описав багато аспектів сільського життя древніх вірмен та їх гостинність.

## Інші версії
Ряд версій про походження екзоніму «Арменія» нині розглядається істориками, однак переконливих доказів на користь жодної версії досі не знайдено. Ряд версій спростував у 1946 році вірменознавець - Ніколас Адонц.
Від Армани, Арминум, Ерменен, Урмену або Мінні
- На початку XX століття вірменознавці припустили, що перське «Арміна» та грецьке «Арменоі» є похідними від ассирійського топоніму «Арминум» (Armânum) або «Армани» (Armanî)[7]. Деякі документи бронзового віку Месопотамії та Стародавнього Єгипту містять цей топонім. Найбільш рання з цих згадок походить з царства «Арминум» разом з землею Ібла - як території, які приблизно у 2250 році до н. е. підкорив Нарам-Суен[8]. Ці землі ідентифікуються як аккадські поселення біля сучасного турецького міста Діярбакир[9]. Проте такі історики як Уейн Горовіц, вважають, що підкореною землею була не Вірменія, а околиці сирійського Алеппо[10].
- Інша версія — варіант «Урмані» або «Урмену», який зустрічається нібито в документах епохи царя Менуа, правителя Урарту[11].
- В Біблії згадується країна Мінні, яка іноді асоціюється з історичним регіоном Вірменією (наприклад, [[|Ієр]] 51:27, [[|Ієз]] 27:17). Вважається, що Вірменія («Хар-мінні») була східною частиною країни Мінні, яка межувала з Араратським та Аскеназським царствами[12]. В ассирійських рукописах зустрічається назва «Міннаі» або «Маннаі»[13], яка відноситься до держави Манна. Ще одна версія полягає в тому, що в клинописних написах «Mannai», означає частину Історичної Вірменії між озерами Ван та Урмія[14].
- Ряд авторів пов'язував індоєвропейський корінь *ar- зі значенням «збирати»[15][16].

## Історіографічна традиція
В вірменській традиції, Арам є людиною, від імені якого й утворилась назва Вірменії та вірмен. Арам був нащадком прабатька вірмен - Гайка, сином жінки на ім'я Арма та батька царя Ари Прекрасного (згідно з даними історика Мовсеса Хоренаці). Іноді Арам асоціюється з першим царем Урарту на ім'я Арама. Ендонім «Айк» з грабара (класичної форми вірменської мови), згідно з цією традицією,  стосується безпосередньо самого Айка. Чоловічі імена Армен, Арман та жіночі Арміна, Арміне є найбільш поширені у вірмен. Окрім того, перська та німецька мови мають чоловіче ім'я Армін.

## Сучасні назви
Іменування вірмен та Вірменії вірменською та мовами країн-сусідів:
| Мова            | Вірмени             | Вірменія                        |
| --------------- | ------------------- | ------------------------------- |
| Вірменська      | հայեր (айер)        | Հայաստան (айястан), Հայք (хайк) |
| Арабська        | أرمن (Арман)        | أرمينيا (Армінія)               |
| Арамейська      | ܐܪܡܐܢܥ (Армані)     | ܐܪܡܝܢܝܐ (Армінія)               |
| Азербайджанська | Ermənilər           | Ermənistan                      |
| Перська         | ارمنی (Армані)      | ارمنستان (Арманестан)           |
| Грузинська      | სომხები (Сомхеби)   | სომხეთი (Сомхеті)               |
| Грецька         | Αρμένιοι (Арменіос) | Αρμενία (Арменія)               |
| Іврит           | ארמנים (Арменім)    | ארמניה (Арменія)                |
| Курдська        | Ermeni              | Ermenistan                      |
| Російська       | армяне              | Армения                         |
| Турецька        | Ermeniler           | Ermenistan                      |